# Libel (pel·lícula)
 Libel és una pel·lícula britànica estrenada el 1959. Protagonitzada per Olivia de Havilland, Dirk Bogarde, Paul Massie, Wilfrid Hyde-White i Robert Morley. El guió és d'Anatole de Grunwald i Karl Tunberg d'una obra de 1935 del mateix títol d'Edward Wooll, i va ser dirigida per Anthony Asquith.
L'obra de Broadway, que havia estat protagonitzada per Colin Clive, adaptada per la ràdio el 1941. Ronald Colman va fer el paper principal el 13 de gener de 1941 a la Lux Radio Teather de la xarxa CBS amb Otto Kruger i Frances Robinson. El paper d'un veterà amnèsic de la Primera Guerra Mundial d'amnesiac tenia similituds amb l'èxit de Colman de 1942 Random Harvest.

## Argument
Un aristòcrata britànic (Dirk Bogarde) que pateix amnèsia és acusat d'assassinat. Aquesta situació el porta a una crisi amb la seva esposa (Olivia de Havilland).

## Repartiment
- Dirk Bogarde: Sir Mark Sebastian Loddon / Frank Welney
- Olivia de Havilland: Lady Margaret Loddon
- Paul Massie: Jeffrey Buckenham
- Robert Morley: Sir Wilfred
- Wilfrid Hyde-White: Hubert Foxley
- Anthony Dawson: Gerald Loddon
- Richard Wattis: El Jutge
- Richard Dimbleby: Ell mateix
- Martin Miller: Dr. Schrott
- Millicent Martin: Maisie
- Toke Townley: El soci

## Nominacions
- 1960. Oscar al millor so per A.W. Watkins